# Simmons Airlines
Simmons Airlines — бывшая региональная авиакомпания Соединённых Штатов со штаб-квартирой в Чикаго (штат Иллинойс), на базе которой был сформирован крупный авиаперевозчик American Eagle Airlines.

## История
Авиакомпания Simmons Airlines была образована в 1976 году и начала регулярные пассажирские перевозки между городами Маркветт и Лансинг (штат Мичиган) на единственном самолёте Piper PA-31 Navajo. В 1980-х годах компания выполняла регулярные рейсы из нескольких аэропортов Мичигана в Чикаго и Детройт, а её воздушный флот был увеличен за счёт приобретения самолётов Embraer EMB 110 Bandeirante, Shorts 360 и NAMC YS-11.
28 апреля 1985 года Simmons Airlines начала работу под торговой маркой Republic Express (позднее — Northwest Airlink) магистральной авиакомпании Northwest Airlines, выполняя целый ряд регулярных рейсов из Детройта, а 1 октября того же года — под брендом American Eagle, осуществляя регулярные пассажирские перевозки из Чикаго по соглашению с другим магистралом — авиакомпанией American Airlines.
1 августа 1987 года авиакомпания Simmons Airlines была приобретена авиационным холдингом AMR Corporation, в связи с чем автоматически было расторгнуто партнёрское соглашение с Northwest Airlines. 28 мая 1993 года в состав холдинга вошла управляющая компания Metro Airlines Leasing (известная также, как «Metroflight») вместе со своими региональными перевозчиками Metro Airlines и Chaparral Airlines. Маршрутные сети обеих поглощённых авиакомпаний были переданы новому перевозчику American Eagle Airlines, который был создан на базе приобретённой ранее Simmons Airlines.
15 мая 1998 года холдинг AMR Corporation провёл слияние перевозчиков Wings West Airlines и Flagship Airlines с Simmons Airlines, после чего общее название объединённой авиакомпании было изменено на «American Eagle Airlines». При этом число операционных сертификатов эксплуатанта было уменьшено до двух единиц под подразделения холдинга «American Eagle Airlines Inc.» и Executive Airlines.

## Авиапроисшествия и несчастные случаи
- Катастрофа ATR 72 под Розлоном. 31 октября 1994 года, рейс 4184 под брендом American Eagle, Международный аэропорт Индианаполис — Международный аэропорт О'Хара (Чикаго), самолёт ATR-72-212 (регистрационный номер N401AM). При подходе к аэропорту назначения в фазе снижения до предписанной высоты в 2438,4 метров лайнер перевернулся через крыло, стал быстро терять высоту и разбился в районе города Розлон (штат Индиана). Погибло 64 пассажира и 4 члена экипажа. Причинами катастрофы определены неподходящая конструкция резиновых антиобледенительных щёток и отсутствие в полётной инструкции адекватной информации о влиянии обледенения на управляемость самолёта. В течение нескольких месяцев все лайнеры ATR авиакомпании были переданы в транзитные узлы Майами и Карибского бассейна для работы на регулярных маршрутах, на которых обледенение практически не встречается[2].